# Huntsville (Tennessee)
Huntsville is een plaats (town) in de Amerikaanse staat Tennessee, en valt bestuurlijk gezien onder Scott County.

## Demografie
Bij de volkstelling in 2000 werd het aantal inwoners vastgesteld op 981.
In 2006 is het aantal inwoners door het United States Census Bureau geschat op 1033, een stijging van 52 (5,3%).

## Geografie
Volgens het United States Census Bureau beslaat de plaats een oppervlakte van
8,6 km², geheel bestaande uit land. Huntsville ligt op ongeveer 406 m boven zeeniveau.

## Plaatsen in de nabije omgeving
De onderstaande figuur toont nabijgelegen plaatsen in een straal van 28 km rond Huntsville.